# Grindelwald (Australia)
Grindelwald – miasto w Australii, w północnej części Tasmanii.